# Lonicera malayana
Lonicera malayana är en kaprifolväxtart som beskrevs av Henderson. Lonicera malayana ingår i släktet tryar, och familjen kaprifolväxter. Inga underarter finns listade i Catalogue of Life.